# Flash (utwór)
Flash – utwór brytyjskiego zespołu rockowego Queen ze ścieżki dźwiękowej do filmu Flash Gordon. Autorem jest Brian May.
Powstały dwie wersje utworu: wersja z albumu Flash Gordon (pt. „Flash’s Theme”) rozpoczyna film i zawiera dialog z pierwszej sceny. Wersja singlowa zawiera fragmenty dialogów z różnych momentów filmu, w tym wypowiadane przez postać, którą gra Brian Blessed, Gordon’s alive!. Wersja z singla została umieszczona na albumie Greatest Hits z 1981 oraz późniejszych kompilacjach. Na stronie B umieszczono utwór „Football Fight”. Singel (wydany 24 listopada) osiągnął 10. miejsce na brytyjskiej liście przebojów, mimo że film nie odniósł sukcesu.
Utwór jest śpiewany w duecie przez Freddiego Mercury’ego i Briana Maya, natomiast Roger Taylor wykonuje harmonie wokalne. May gra na wszystkich instrumentach oprócz sekcji rytmicznej: pianinie Bösendorfer (z 97 klawiszami zamiast 88), syntezatorze Oberheim OBX (widocznym w teledysku) oraz gitarze Red Special.
Podczas trasy Hot Space Tour koncerty Queen otwierał odtwarzany z playbacku przez około 1 minutę fragment utworu, po czym zespół przechodził do „The Hero”.
Na utworze oparto kilka innych z albumu Flash Gordon: „Flash to the Rescue”, „Flash’s Theme Reprise”, „The Hero”.

## W kulturze popularnej
- utwór jest odtwarzany podczas meczów drużyny bejsbolowej Philadelphia Phillies, kiedy na boisko wchodzi Tom Gordon, który nosi przydomek „Flash”
- utwór został wykorzystany w filmie Ostrza chwały
- utwór otwiera album The Complete Masterworks amerykańskiego zespołu Tenacious D
- utwór został wykorzystany w reklamie Toy Story 2 w kanałach ABC1 i Disney Channel, przy czym słowo „Flash” zastąpiono w nich przez „Buzz"